# Історія іграшок 2
«Історія іграшок 2» (англ. Toy Story 2) — сімейний повнометражний комп'ютерний мультфільм «The Walt Disney Company», випущений в 1999 році. Продовження мультфільму «Історія іграшок». Лейтмотивом сюжету є тема дорослішання дітей та зміни їх інтересів з точки зору іграшок, для яких це обертається трагедією і може здаватися зрадою. Продовжується «Історією іграшок 3».
З нагоди виходу у прокат «Історія іграшок» 3 у 2010, Disney вирішив повторно випустити у прокат другу частину «Історії іграшок» у форматі 3D. В американський прокат стрічка вийшла 2 жовтня 2009 року, а в український — 21 січня 2010 року.

## Сюжет
Базз Рятівник потрапляє в пастку свого постійного ворога Зорга, що виявляється відеогрою. Хлопчик Енді планує поїхати на літо до табору, а лялька шерифа Вуді та Базз Рятівник лишаються керувати його іграшками. Випадково Енді відриває Вуді руку. Мати Енді кладе Вуді на полицю, і Вуді починає боятися, що Енді його викине. Наступного дня Вуді знаходить Візі, іграшку-пінгвіна зі зламаною пищалкою, яку також відклали на полицю. Після того, як Вуді врятував Візі від продажу на розпродажі, його знаходить і краде жадібний колекціонер іграшок. Баззу не вдається запобігти крадіжці, але він знаходить підказки, що вказують на особу колекціонера — Ела Маквіґґіна, власника магазину іграшок «Елс Із Барн», який також підробляє його маскотом у вигляді курки. Базз, Містер Картоплина, Пес Жилка, Рекс і свиня Хамм вирушають рятувати Вуді.
Вуді пробираються до будинку Ела, де зустрічає місцевих іграшок: Джессі-ковбойку, конячку Булсай та золошукача Стерн Піта. Вони разом з Вуді належать до однієї колекції — за їх участі був знятий ляльковий мультсеріал 1950-х «Раундап». Зрадівши зустрічі з ними, Вуді дізнається, що Ел планує продати всю колекцію ляльок музею в Токіо. Вуді оголошує, що йому доведеться повернутися додому до Енді, що лякає всіх, бо музей не прийме колекцію без нього. Наступного дня Ел викликає майстра, що прилаштовує Вуді нову руку та перефарбовує його. Джессі вважає, що в музеї іграшкам краще, бо її покинула власниця, Емілі, коли виросла. Переконаний, що Енді може зробити те саме з ним, Вуді погоджується з Джессі.
Тим часом група Базза шукає Вуді та знаходить склад іграшок у його магазині. Базз натрапляє на іншу ляльку Базза, що вважає себе космічним рейнджером і замикає Базза в коробці як дезертира. Слідом інший Базз зустрічає Містера Картоплину, Жилку, Рекса та Хамма й вирушає з ними, почувши, що вони знають де Зорг. Цей Базз не усвідомлює, що він іграшка, і робить декілька небезпечних вчинків, зокрема ненавмисне випускає іграшкового Зорга, який переслідує Базза. Іграшки усвідомлюють, що з ними не їхній Базз, і повертаються за тим, який їхній друг.
Іграшки знаходять Вуді, але той спочатку відмовляється йти з ними додому. Потім Вуді передумує та запрошує іграшки з «Раундапу» приєднатися до нього та стати іграшками Енді. Піт відмовляється та не дає іншим піти; оскільки з ним ніколи не гралися, він непохитний у своєму бажанні піти до музею.
Ел повертається до квартири та везе колекцію з «Раундапу» до аеропорту. Під час спуску на ліфті інший Базз, бореться з Зоргом, і зрештою його збиває з ніг Рекс. Вони миряться після того, як Базз дізнається, що Зорг — його батько, поки Базз Енді та інші іграшки переслідують валізу Ела в аеропорту. Після тривалої гонитви через систему сортування багажу аеропорту, Піт знову відриває руку Вуді, але інші іграшки приборкують Піта та кладуть його в рюкзак дівчинки. Вона забирає Піта з собою, а той бачить у кишені рюкзака ляльку Барбі, що хвалить дівчинку. Джессі потрапляє у літак, тоді Вуді, Базз та Буллай рятують її якраз перед зльотом літака. Потім іграшки повертаються додому, до будинку Енді.
Енді повертається з табору, грається з Джессі та Буллаєм, а наступного ранку ремонтує Вуді та пінгвіна Візі. Ел повертається до роботи в своєму магазині й під час реклами по телевізору шкодує, що не зміг продати іграшки. Вуді каже Баззу, що більше не боїться, що Енді втратить до нього інтерес.
Під час титрів показують «невдалі дублі» з жартами.

## В ролях
- Том Генкс — Вуді
- Тім Аллен — Базз Рятівник
- Джоан Кюсак — Джессі
- Келсі Граммер — Смердюк Піт
- Дон Ріклз — Картоплина
- Естель Гарріс — місіс Картоплина
- Джим Варні — Жилка
- Воллес Шон — Рекс
- Джон Ратценбергер — Хамм
- Енні Поттс — Бо Піп
- Вейн Найт — Ал Маквіггін
- Джон Морріс — Енді
- Лорі Меткалф — мама Енді
- Рональд Лі Ермі — сержант
- Джоді Бенсон — Барбі
- Джонатан Гарріс — прибиральник
- Джо Ренфт — Висклик
- Джефф Піджон — інопланетяни
- Ендрю Стентон — імператор Зорг

## Український дубляж
Фільм дубльовано на студії «Le Doyen» на замовлення «Disney Character Voices International» у 2009 році.
- Перекладач — Федір Сидорук
- Режисер дубляжу — Ольга Чернілевська
- Мікс-студія — Shepperton International
- Творчий консультант — Maciej Eyman
- Диктор — Андрій Мостренко

### Ролі дублювали
- Вуді — Володимир Терещук
- Базз Рятівник — Олексій Богданович
- Джессі — Катерина Брайковська
- Смердюк Піт — Микола Карцев
- Ал — Сергій Озіряний
- Картоплина — Олег Стальчук
- Жилка — Валерій Легін
- Рекс — Максим Кондратюк
- Гам — Володимир Кокотунов
- Висклик — Володимир Ніколаєнко
- Бо Піп — Світлана Шекера
- Енді — Михайло Жогло
- Місіс Девіс — Наталя Ярошенко
- А також: Ганна Левченко, Богдан Бенюк, Валерій Шептекіта, Ігор Волков, Дарина Мамай-Сумська та інші.

### Пісні озвучували
- «Ранчо Вуді» — Сергій Юрченко та Дмитро Гарбуз
- «Як мене любили» — Валентина Лонська
- «Я твій навіки друг» — Дмитро Гарбуз
- «Я твій навіки друг» (Версія з оркестром)' — Володимир Сухін

- Текст пісень — Роман Дяченко
- Музичний керівник — Світлана Заря

## Створення
Розмови про продовження «Історії іграшок» почалися одразу після того, як вона отримала величезний успіх, ставши найкасовішим фільмом 1995 року. Джон Лассетер, зрежисувавши перший фільм і розпочавши роботу над «Життям комах», вирішив, що це буде гарна нагода для розвитку нових талантів у Pixar. У березні 1997 року «Історію іграшок 2» анонсували як прямий відеореліз. У ті часи випуск продовжень фільмів одразу на відеоносіях, без показу в кінотеатрах, вважався вдалою прибутковою стратегією, що було доведено такими творами, як «Повернення Джафара». Через кілька місяців після початку виробництва Disney наказала замінити продюсера Ральфа Гуггенхайма через невдоволення прогресом фільму. Восени 1997 року Лассетер визнав, що фільм недостатньо якісний і має низьку емоційну напругу, тому взяв на себе обов'язки режисера. Disney проте не погодилася перенести дату випуску.
Лассетер разом із Ендрю Стентоном, Лі Анкрічем, Пітом Доктером та Джо Ранфтом сформували Braintrust — групу найкращих працівникв Pixar. Протягом одного вікенду в січні 1999 року група провела зустріч, де повністю змінила напрямок фільму. Було повернено невикористані ідеї з ранніх чернеток першої «Історії іграшок», а саме ідею про те, що іграшки повинні мати справу з одержимим колекціонером іграшок та зіткнутися зі своїми найбільшими кошмарами, що їх покинуть. Команда вивчала ковбойські серіали 1950-х років, щоб допомогти сформувати акторський склад другого плану. За наполяганням Ненсі Лассетер запровадили Джессі, ковбойку, яка співає йодль, яка зрештою стає емоційним центром фільму. Провідною темою стала «краще любити і втрачати, ніж ніколи не любити». Вуді, Джессі та інші персонажі відкривають для себе цінність життя.
Коли фільм був майже завершений, під час планового очищення файлового сховища аніматор ненавмисно натиснув клавішу, яка стерла всі робочі дані. 90 % «Історії іграшок 2» стерлося, що помітили інші працівники студії, коли тривимірні моделі почали зникати прямо під час роботи. Система резервного копіювання працювала неправильно, тому в ній нічого не збереглося. Технічна директорка Галін Сусман проте зберегла ще одну копію на своєму домашньому комп'ютері. Завдяки цьому більшість даних вдалося повернути. Працівникам Pixar довелося працювати ночами, у кількох з них розвинувся синдром зап'ястного каналу. Глава Pixar Девід Прайс розповідав про випадок, коли співробітник був настільки стресований і перевантажений роботою, що забув своє немовля в машині на кілька годин. Хоча з дитиною все було гаразд, керівники компанії були глибоко вражені ситуацією та поклялися, що компанія ніколи не піддаватиме своїх працівників такому рівню стресу.
Фільм було здано вчасно та випущено на День подяки 1999 року. «Історія іграшок 2» перевершила оригінал у прокаті, ставши другим за касовими зборами анімаційним фільмом усіх часів. Багато критиків оцінювали його на рівні з оригіналом або навіть вище.

## 3D ререліз
З нагоди виходу у прокат третьої частини «історії» у 2010 році, Disney вирішив зробити повторний реліз першої та другої частини «Історії іграшок» у форматі 3D.

## Домашнє відео
У 2010 році «Історія іграшок» та «Історія іграшок 2» вийшли на Blu-Ray та DVD дисках.

## Саундтрек
Автор музики і слів Ренді Ньюман. 
| #   | Назва                                                                        | Тривалість |
| --- | ---------------------------------------------------------------------------- | ---------- |
| 1.  | «Woody's Roundup» (у виконанні "Riders in the Sky")                          | 1:53       |
| 2.  | «When She Loved Me» (у виконанні Сари МакЛешлен)                             | 3:05       |
| 3.  | «You've Got a Friend in Me (Wheezy's Version)» (У виконанні Роберта Ґулє)    | 2:56       |
| 4.  | «Zurg's Planet»                                                              | 3:39       |
| 5.  | «Wheezy and the Yard Sale»                                                   | 3:11       |
| 6.  | «Woody's Been Stolen»                                                        | 1:28       |
| 7.  | «Chicken Man»                                                                | 1:17       |
| 8.  | «Woody's Dream»                                                              | 3:55       |
| 9.  | «Jessie and the Roundup Gang»                                                | 1:24       |
| 10. | «Woody's a Star»                                                             | 1:28       |
| 11. | «Let's Save Woody»                                                           | 2:07       |
| 12. | «Off to the Museum»                                                          | 1:29       |
| 13. | «Talk to Jessie»                                                             | 0:43       |
| 14. | «The Cleaner»                                                                | 1:50       |
| 15. | «Al's Toy Barn»                                                              | 4:00       |
| 16. | «Emperor Zurg vs. Buzz»                                                      | 2:41       |
| 17. | «Use Your Head»                                                              | 4:18       |
| 18. | «Jessie's in Trouble»                                                        | 2:14       |
| 19. | «Ride Like the Wind»                                                         | 1:29       |
| 20. | «You've Got a Friend in Me (Instrumental Version)» (у виконанні Тома Скотта) | 2:59       |